# Batalla de Ponça (1300)
La batalla de Ponça del 1300 fou una de les batalles de la Guerra de Sicília.

## Antecedents
Jaume el Just hagué d'assumir la Pau d'Anagni sota els auspicis del Papa Bonifaci VIII, pel que a canvi de posseir les illes de Sardenya i Còrsega, hauria de cedir Sicília a l'Església qui, al seu torn, donaria el control als Anjou el 1295. Els sicilians rebutjaren tornar al control dels francesos i l'11 de desembre del mateix any el Parlament sicilià, reunit al Castell d'Ursino de Catània proclamà rei a Frederic II de Sicília i fou coronat rei pels nobles a Palerm en 1296.
El seu rebuig a les pretensions del Papa provocà el desembarcament sicilià a Calàbria, des d'on posà en setge diferents viles, incità a la revolta en el Regne de Nàpols, negocià amb el Partit Gibelí de Toscana i Llombardia, i assessorà a la Casa de Colonna contra el Papa Bonifaci. Mentrestant Carles I de Valois va envair Sicília, i Jaume el Just, que rebé diferents favors de la Santa Seu, feu casar la seua germana Violant d'Aragó amb Robert I de Nàpols, el tercer fill de Carles II d'Anjou.
Els dignataris catalans de Sicília es posaren al costat de Frederic II de Sicília, que fou investit pel Parlament Sicilià l'onze de desembre de 1295 i coronat Rei el 25 de maig de 1296, iniciant una ofensiva a Calàbria. Durant la batalla de Catanzaro, abans de prendre-la feu donació d'ella i de tot el comtat a Guillem Galceran de Cartellà, fet que va provocar un enfrontament entre el rei i Roger de Llúria. Frederic s'apoderà dels seus castells i al tractar Roger de reconquerir-los, topà amb Guillem Galceran de Cartellà i els seus almogàvers i quedant molt malferit es va retirar.
Jaume el Just volia complir la seva part de la Pau d'Anagni i va enviar a Joan de Procida i Roger de Llúria, derrotant a Frederic II de Sicília a la batalla del cap Orlando, mentre els fills de Carles, Robert I de Nàpols i Felip de Nàpols desembarcaven a Sicília prenent Catània. Felip va assetjar Trapani però fou vençut i capturat per Frederic a la batalla de Falconara, i Gualter V de Brienne a la batalla de Gagliano.

## Batalla
Roger de Llúria estava a Nàpols amb 40 galeres angevines quan 32 galeres sicilianes comandades per Conrad d'Oria van arribar i els van reptar a sortir, però Llúria va refusar per manca de confiança en les tripulacions. i d'Oria va atacar les illes dels voltants, però això va permetre que arribessin 12 galeres d'Apúlia i 7 de la República de Gènova, i quan Llúria va tenir les 59 galeres va sortir a buscar als sicilians, a qui va trobar a l'oest, a l'illa de Zannone.
Després que d'Oria va rebutjar l'oferta de retirada, aquest va atacar la galera capitana i les portaestendards, amb la seva pròpia navegant enganxada i capiculada a la de Llúria, sense poder abordar-la. Després que una de les naus sicilianes es retirés després de captura d'una napolitana, fou seguida per sis més, mentre que cinc naus gibel·lines es van aturar i finalment els sicilians les van capturar, la darrera d'elles la de d'Oria, quan Roger de Llúria va amenaçar de cremar-la.